# Покорност
Субмисивност или покорност је особина, спремност јединке на потчињавање јачем, доминантнијем, вишем у хијерархији. У интерперсоналним односима, извесне личности су склоне потчињавању и слушању оних који су доминантни. Субмисивност се код људи огледа у беспоговорном слушању наређења, испуњавању захтева других, моћнијих људи, као и понизношћу у опхођењу.